# ماركس جورفيتشوس
ماركس جورفيتشوس (باللاتفية: Mareks Jurevičus)‏ مواليد 17 يناير 1985 في ليبايا، هو لاعب كرة سلة لاتفي. يحمل الرقم 10.

## المسيرة الاحترافية
لعب مع ليبايا لوفاس من سنة 2006 إلى 2008، ثم لعب مع فينتسبيلس من سنة 2008 إلى 2010، ثم لعب مع سكاليجيرا باسكت فيرونا في موسم 2010–2011، ثم لعب مع فيرولي في موسم 2012–2013، ثم لعب مع إلان شالون في الدوري الفرنسي في سنة 2013، ثم لعب مع ليبايا لوفاس في سنة 2014.

## روابط خارجية
- ماركس جورفيتشوس على موقع الاتحاد الدولي لكرة السلة (الإنجليزية)
- ماركس جورفيتشوس على موقع كرة السلة الأوروبية.كوم (الإنجليزية)
- ماركس جورفيتشوس على موقع ريلجم (الإنجليزية)
- ماركس جورفيتشوس على موقع بروبوليرز (الإنجليزية)
- ماركس جورفيتشوس على موقع سبورتس رفرنس (الإنجليزية)